# Communauté de communes du Grand Ligueillois
La Communauté de communes du Grand Ligueillois est une ancienne communauté de communes française, située dans le département d'Indre-et-Loire. Elle disparaît le 31 décembre 2016 au profit de la Communauté de communes Loches Sud Touraine.

## Géographie

### Composition
Elle est composée des communes suivantes :
| Nom                              | Code Insee | Gentilé      | Superficie (km2) | Population (dernière pop. légale) | Densité (hab./km2) |
| -------------------------------- | ---------- | ------------ | ---------------- | --------------------------------- | ------------------ |
| Ligueil (siège)                  | 37130      | Ligoliens    | 29,72            | 2 237 (2014)                      | 75                 |
| Bossée                           | 37029      | Bosséens     | 19,01            | 335 (2014)                        | 18                 |
| Bournan                          | 37032      | Bournanais   | 14,67            | 274 (2014)                        | 19                 |
| La Chapelle-Blanche-Saint-Martin | 37057      | Chapellois   | 28,50            | 687 (2014)                        | 24                 |
| Ciran                            | 37078      | Ciranais     | 13,86            | 434 (2014)                        | 31                 |
| Civray-sur-Esves                 | 37080      | Civraysiens  | 13,29            | 209 (2014)                        | 16                 |
| Cussay                           | 37094      | Cussayais    | 25,81            | 582 (2014)                        | 23                 |
| Draché                           | 37098      | Drachéens    | 18,51            | 728 (2014)                        | 39                 |
| Esves-le-Moutier                 | 37103      | Esvanais     | 10,53            | 159 (2014)                        | 15                 |
| Louans                           | 37134      | Louannais    | 18,02            | 639 (2014)                        | 35                 |
| Le Louroux                       | 37136      | Lourousiens  | 28,87            | 514 (2014)                        | 18                 |
| Manthelan                        | 37143      | Manthelanais | 39,58            | 1 402 (2014)                      | 35                 |
| Marcé-sur-Esves                  | 37145      | Marcéens     | 10,99            | 245 (2014)                        | 22                 |
| Mouzay                           | 37162      | Mouzayons    | 23,71            | 481 (2014)                        | 20                 |
| Sepmes                           | 37247      | Sepmois      | 28,59            | 649 (2014)                        | 23                 |
| Varennes                         | 37265      |              | 11,07            | 247 (2014)                        | 22                 |
| Vou                              | 37280      | Vouzéens     | 21,95            | 213 (2014)                        | 9,7                |

### Comparaison démographique
En terme démographique, deux communes se distinguent : 
- Ligueil, avec un nombre d'habitants représentant près de 23 % de la population de l'EPCI
- Manthelan avec une part de près de 14 %.

Les autres communes ne dépassent pas les 7 %.
Comparaison de la population des 8 plus grandes communes de la CCGL en 2007

## Historique
- 14 décembre 2001  : création de la communauté de communes

## Démographie
La communauté de communes du Grand Ligueillois comptait 9 577 habitants (population légale INSEE) au 1er janvier 2007. La densité de population est de 26,9 hab./km2.

### Évolution démographique
| 1968  | 1975  | 1982  | 1990  | 1999  | 2007  | 2013   | - | - |
| ----- | ----- | ----- | ----- | ----- | ----- | ------ | - | - |
| 9 970 | 9 031 | 8 685 | 8 658 | 9 049 | 9 577 | 10 037 | - | - |

### Pyramide des âges
| Hommes | Classe d’âge | Femmes |
| ------ | ------------ | ------ |
| 0,6    | 90 ans ou +  | 1,5    |
| 8,9    | 75 à 89 ans  | 11,1   |
| 14,6   | 60 à 74 ans  | 14,5   |
| 21,8   | 45 à 59 ans  | 20,5   |
| 21,5   | 30 à 44 ans  | 20,6   |
| 12,6   | 15 à 29 ans  | 13,6   |
| 20     | 0 à 14 ans   | 18,2   |

| Hommes | Classe d’âge | Femmes |
| ------ | ------------ | ------ |
| 0,5    | 90 ans ou +  | 1,4    |
| 6,8    | 75 à 89 ans  | 9,8    |
| 13,1   | 60 à 74 ans  | 13,9   |
| 20,7   | 45 à 59 ans  | 20,1   |
| 20,4   | 30 à 44 ans  | 19,3   |
| 19,6   | 15 à 29 ans  | 19,1   |
| 18,8   | 0 à 14 ans   | 16,4   |

## Politique communautaire

### Compétences
- Aménagement de l'espace communautaire
- Actions de développement économique intéressant l'ensemble de la communauté
- Création, aménagement et entretien de la voirie
- Habitat, services à la population et cadre de vie
- Tourisme et culture
- Création, aménagement et gestion d'une Maison des services publics à Ligueil
- Protection, sauvegarde et mise en valeur de l'environnement
- Élaboration et mise en œuvre des contrats de pays régionaux

### Identité visuelle
|  | Logo de la Communauté de Communes |

## Sources
- Le splaf - (Site sur la Population et les Limites Administratives de la France)
- La base aspic - (Accès des Services Publics aux Informations sur les Collectivités)